# Clinton megye (Illinois)
Clinton megye az Amerikai Egyesült Államokban, azon belül Illinois államban található. Megyeszékhelye Carlyle, legnagyobb városa Breese. Lakosainak száma 36 899 fő (2020. április 1.). Clinton megye Madison, Washington, Bond, Fayette, Marion és St. Clair megyékkel határos.

## Népesség
A megye népességének változása:
| Lakosok száma | 37 845 | 38 160 | 38 083 | 37 907 | 37 786 | 36 899 |
|               | 2010   | 2011   | 2012   | 2013   | 2015   | 2020   |